# バッド・ブラッド (テイラー・スウィフトの曲)
「バッド・ブラッド」（英語: Bad Blood）は、テイラー・スウィフトの楽曲。2014年10月27日に発売されたアルバム『1989』に収録された。2015年5月17日にケンドリック・ラマーを迎えた新たなバージョンとしてシングル化された。シングルの発売元はビッグマシン・レコード、リパブリック・レコード。

## 収録曲
1. Bad Blood [3:19]
Produced by Max Martin, Shellback, Ilya
(作詞・作曲：Taylor Swift, Kendrick Lamar, Max Martin, Shellback)
  - 客演にKendrick Lamarが参加。Joseph Kahnが監督を務めたミュージック・ビデオにはシンディ・クロフォード、セレーナ・ゴメス、ヘイリー・スタインフェルド、ジェシカ・アルバ、ゼンデイヤ、ヘイリー・ウィリアムスらが出演している[13]。ビデオは同じくジョセフ・カーンが監督を務めたブリトニー・スピアーズの2004年のシングル「トキシック」や2008年のシングル「ウーマナイザー」のビデオとの類似性が見られる[14]。

## クレジット
- Taylor Swift：Backing Vocals
- Max Martin：Piano, Keyboards, Programming
- Shellback：Acoustic Guitar, Bass, Percussion, Keyboards, Programming, Knees, Stomps, Noise, Backing Vocals
- Peter Carlsson：Pro-Tools Editing
- Recorded by Michael Ilbert, Sam Holland
- Assistant Recorded by Cory Bice
- Mixed by Serban Ghenea
- Mix Engineer：John Hanes
- Mastered by Tom Coyne

## 受賞・ノミネート
| 音楽賞                                         | 賞                                       | 結果       |
| ---------------------------------------------- | ---------------------------------------- | ---------- |
| MTV Video Music Awards                         | 最優秀ビデオ賞                           | 受賞       |
| MTV Video Music Awards                         | 最優秀コラボレーション賞                 | 受賞       |
| MTV Video Music Awards                         | 最優秀アート・ディレクション賞           | ノミネート |
| MTV Video Music Awards                         | 最優秀シネマトグラフィ賞                 | ノミネート |
| MTV Video Music Awards                         | 最優秀編集賞                             | ノミネート |
| MTV Video Music Awards                         | 最優秀ディレクション賞                   | ノミネート |
| MTV Video Music Awards                         | 最優秀視覚効果賞                         | ノミネート |
| MTV Video Music Awards                         | サマー・ソング賞                         | ノミネート |
| アメリカン・ミュージック・アワード・オブ・2015 | 最優秀コラボレーション賞                 | ノミネート |
| 第58回グラミー賞                               | 最優秀デュオ・グループ・パフォーマンス賞 | ノミネート |
| 第58回グラミー賞                               | 最優秀ミュージック・ビデオ賞             | 受賞       |